# Septoria sedi
Septoria sedi är en svampart som beskrevs av Westend. 1854. Septoria sedi ingår i släktet Septoria och familjen Mycosphaerellaceae.   Inga underarter finns listade i Catalogue of Life.